# Sergey Savelyev
Pour les articles homonymes, voir Saveliev.
Sergey Savelyev (né le 26 décembre 1948 à Raïtchikhinsk - mort le 29 octobre 2005 à Moscou) est un ancien fondeur soviétique.

## Palmarès

### Jeux olympiques
| Épreuve / Édition | Innsbruck 1976 | Lake Placid 1980 |
| 30 km             | Or             |                  |
| 50 km             | 21e            | 5e               |
| 4 × 10 km         | Bronze         |                  |

### Championnats du monde
| Épreuve / Édition | Lahti 1978 |
| 30 km             | Or         |

### Divers
- Champion d'URSS sur 50 km en 1973